# Iustin al II-lea
Flavius Iustinus Iunior Augustus, poreclit Divinul (n. 520 d.Hr., Constantinopol, Imperiul Roman de Răsărit – d. 4 octombrie 578 d.Hr., Constantinopol, Imperiul Roman de Răsărit) a fost împărat bizantin între 565 și 578. El era nepotul lui Iustinian I și soțul Sofiei, nepoata împărătesei Teodora.
Moștenind de la unchiul său Iustinian I un imperiu întins, refuzul lui Iustin al II-lea de a-i plăti pe dușmanii potențiali ai imperiului, așa cum făcuse unchiul său, a dus la escaladarea războiului de-a lungul întinselor frontiere ale imperiului.
Cel mai important eveniment din timpul domniei sale a fost invazia lombarzilor în Italia în 568, când Imperiul a pierdut două treimi din Italia. După pierderea Italiei, a luptat fără succes împotriva avarilor. În 572, a pornit războiul cu Persia, în urma căruia a pierdut Siria. Ultimii lui patru ani de domnie au fost marcați de o demență progresivă, fiind nevoit să cedeze conducerea efectivă a imperiului soției sale Sofia și fiului său adoptiv, Tiberiu, succesorul desemnat.

## Viața
Iustin s-a născut în anul 520, fiind fiul Vigilantiei, sora împăratului Iustinian I.
În ultimele zile ale lui Iustinian, Iustin a avut un rival la succesiunea tronului imperial în persoana unui alt Iustin, fiul vărului lui Iustinian, Germanus. În anul 552, Iustinian îl numise pe Iustin (fiul Vigilantiei) în funcția de cura palatti, funcție prin care el era responsabil cu afacerile zilnice de la palatul imperial. Iustin, fiul lui Germanus, era în acest timp comandant al armatei din provincia Illyricum - la frontiera de pe Dunăre.
La moartea lui Iustinian (14 noiembrie 565), Iustin a fost sprijinit pentru a accede la tron de către patriarhul Ioan al III-lea Scolasticul și de către comandantul Excubitorilor (garda palatului imperial), Tiberius.
Când împăratul Iustinian și-a dat ultima suflare, singura persoană oficială prezentă era numai Callinicus, praepositus al dormitorului imperial; acesta a declarat că ultima dorință a lui Iustinian a fost ca pe tron să îi urmeze Iustin, fiul surorii sale Vigilantia. Chiar a doua zi (15 noiembrie 565), oficialii curții imperiale l-au condus pe Iustin la palat, așezându-l pe tronul împărătesc, iar patriarhul l-a încoronat sub numele de Iustin al II-lea. În ziua următoare, Iustin a încoronat-o pe soția sa, Sofia, ca împărăteasă (Augusta).
Deși inițial s-a arătat a fi prietenos cu rivalul său la tron Iustin (fiul vărului lui Iustinian, Germanus), Iustin al II-lea l-a transferat la Alexandria, într-o altă funcție, unde a fost găsit mort în patul lui, cauzele acestei morți suspecte nefiind niciodată elucidate.
Iustin al II-lea a moștenit de la unchiul său, împăratul Iustinian un imperiu foarte întins. Refuzând practica anterioară de a-i plăti pe dușmanii externi ai imperiului (unul din motivele sale fiind și faptul că vistieria imperială era secătuită), Iustin a trebuit să facă față unui război aproape continuu de-a lungul întinselor frontiere ale imperiului.
Cel mai important eveniment extern din timpul domniei sale a fost invadarea în 568 a Italiei de către lombarzii conduși de către Alboin; în câțiva ani aceștia au ajuns stăpâni pe aproape întreaga Italie, exceptând sudul acesteia. Atenția lui Iustin a fost distrasă de la Italia de către noile invazii de la frontierele de nord și de est ale imperiului. Astfel, după refuzul de a plăti tribut avarilor, el a luptat în mai multe campanii împotriva lor, dar fără a obține un succes notabil. În anul 572 a început un război cu Persia. După două campanii dezastruoase, în care perșii au ocupat Siria, Iustin a cumpărat o pace precară, obligându-se la plata unui tribut anual.
Hanul Baian al avarilor a profitat de înfrângerea suferită de bizantini în fața perșilor și la începutul anului 574 a trecut Dunărea și a învins o armată condusă de către Tiberius, comandantul Excubitorilor, retrăgându-se la nord de Dunăre numai după ce a primit tribut de la curtea imperială.
În urma campaniilor dezastruoase desfășurate în părțile de răsărit ale imperiului, Iustin a început să manifeste tulburări mentale. Recunoscând singur aceste crize de nebunie, Iustin a hotărât să nominalizeze un co-împărat, cu titlul tradițional de Cezar. Influențat de către soția sa, împărăteasa Sofia, Iustin a trecut peste rudele sale și l-a numit pe comandantul Excubitorilor (garda palatului imperial), Tiberius, în această înaltă poziție de Cezar, la data de 7 decembrie 574.
În următorii patru ani, până la moartea sa, Iustin a trăit în "retragere", în timp ce afacerile de stat au fost în mâinile soției sale Sofia și ale lui Tiberius, succesorul său desemnat. După patru ani, timp în care starea sănătății sale mentale a continuat să se deterioreze, Iustin al II-lea a murit la 8 octombrie 578.

## Politica religioasă
În ce privește religia, atât de importantă pentru un împărat al Bizanțului, Iustin al II-lea este deseori prezentat ca fiind cel care a încercat împăcarea dintre Calcedonieni și non-Calcedonieni.
Astfel, chiar de la începutul domniei sale, el a revocat decretul lui Iustinian prin care monofiziții erau prigoniți. Clericii monofiziți care erau în închisori au fost eliberați, iar episcopilor exilați li s-a permis să se întoarcă.
Ulterior, Iustin a încercat, printr-un nou edict în care era recunoscută distincția dintre cele două naturi ale lui Isus (cea divină și cea umană), dar fără a se menționa în mod explicit cele hotărâte la Sinodul de la Calcedon, să-i aducă pe monofiziți la ortodoxie. Cu toate acestea, monofiziții au rămas fermi pe poziția lor și nu au acceptat reconcilierea. Atunci, Iustin a apelat din nou la persecuție, ca și predecesorul său Iustinian, fiind sprijinit pe această cale de către Patriarhul Ioan al III-lea Scolasticul.
Iustin al II-lea, mergând pe urma unchiului său Iustinian, a fost un mare constructor de biserici. În afară de îmbunătățirile aduse multor biserici construite de Iustinian, cum ar fi măreața Sfânta Sofia din Constantinopol și Biserica Sfinților Apostoli, el a construit o biserică dedicată Sfinților Apostoli Petru și Pavel și o altă biserică, în formă trilobată, tot cu hramul Sfinților Apostoli. De asemenea, el a extins Biserica Maicii Domnului din Blachernae, dându-i o formă de cruce în plan.